# Cmentarz ewangelicki w Brodnicy przy ul. Sądowej
Cmentarz ewangelicki w Brodnicy – zamknięty cmentarz protestancki z przełomu XVIII i XIX wieku, położony w Brodnicy przy ul. Sądowej.

## Historia
Po zamknięciu najstarszego cmentarza ewangelickiego w Brodnicy znajdującego się w obrębie murów miejskich (obecnie plac im. Erazma Glicznera) z inicjatywy ks. Gottlieba Bernharda Powalskiego został założony nowy cmentarz na tak zwanych „Piaskach” przy drodze prowadzącej do Grudziądza, obecnie róg ulicy Sądowej i Cmentarnej.
Poświęcenie nowej nekropoli nastąpiło 6 lipca 1798 roku o godz. 14.00. Zbiegło się to z pierwszym pochówkiem. Pochowano wówczas 58-letnią wdowę po kupcu Florentynę Heyne. Ostatnią pochowaną na tym cmentarzu osobą, a wzmiankowaną w księdze zgonów parafii ewangelickiej w Brodnicy, była Erike Grube z Hamburga, która zmarła 18 sierpnia 1944 roku w Brodnicy.
Wiosną 1945 cmentarz ewangelicki został sprofanowany przez czerwonoarmistów. Do całkowitego zniszczenia nekropoli po wojnie przyłożyły się także komunistyczne władze miasta Brodnicy oraz niektórzy jej „nowi” mieszkańcy, którzy zaczęli rozbierać ceglany mur, który z trzech stron otaczał cmentarz od 1903 roku, dochodziło także do rozkopywania grobów i okradania trumien.
Formalnie cmentarz ewangelicki istniał do 17 września 1956 roku. Po 21 latach od jego zamknięcia w latach 70. XX wieku teren całkowicie splantowano, usuwając resztki ocalałych nagrobków, następnie zasadzono trawę.

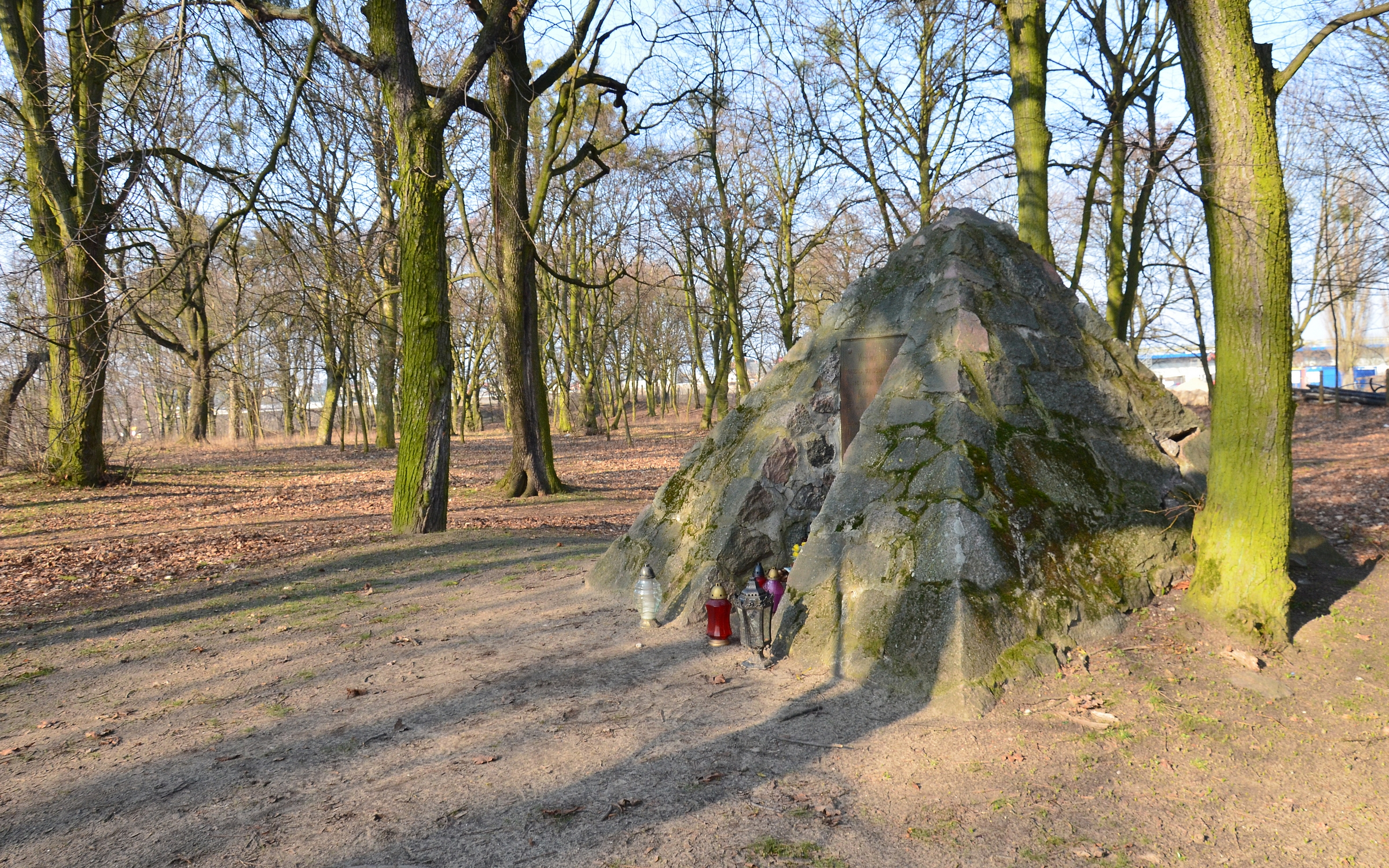
Grób w kształcie piramidy brodnickiego lekarza i chirurga Leopolda Fryderyka Dittmera

Jedynym oryginalnym nagrobkiem, który ocalał z tej „pożogi” jest grób w kształcie regularnej, ok. 3-metrowej wysokości kamiennej piramidy. Na znajdującej się w jego wnęce żeliwnej tablicy umieszczono napisaną po łacinie filozoficzną sentencję o życiu, przemijaniu i śmierci oraz informacje o zmarłym. Dowiadujemy się z niej, że w grobowcu pochowano Leopolda Fryderyka Dittmera, brodnickiego lekarza i chirurga. Z przekazów historycznych wiadomo, że zmarł on na cholerę, którą zaraził się niosąc pomoc chorym mieszkańcom. Epidemia cholery przywleczona została do Królestwa przez żołnierzy carskich, których pułki skierowane do tłumienia powstania listopadowego przybyły także znad granicy z Indiami. Na cholerę zmarł także głównodowodzący Rosjan generał-feldmarszałek Iwan Dybicz. Do Brodnicy zaraza przybyła wraz z polskimi powstańcami listopadowymi internowanymi w mieście po przekroczeniu granicy z Prusami w lipcu 1831 roku. Najpewniej zarazili się oni od Rosjan w czasie walk.
W październiku 2001 roku został tu ustawiony pamiątkowy obelisk jako symbol pamięci i czci dla zmarłych.